# Kybernetika druhého řádu

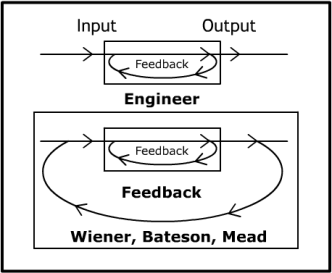
Mark Côté, překreslení z Co Evolution Quarterly & Cybernetics Society Conference brožury CoEvolutionary Quarterly, červen 1976, Vydání č. 10, str. 32–44

Kybernetika druhého řádu je termín označující kybernetiku pro kybernetiku. Termín poprvé použil Gordon Pask, který je kybernetikem 2. řádu.
Kybernetika druhého řádu zkoumá stavbu kybernetických systémů s uvědoměním si, že je součástí systému. Nikdy tedy nevidí to, jak systém pracuje zvenku, protože není schopna se odprosit. Když badatelé pozorují systém, ovlivňují ho, a zároveň jsou jím ovlivňováni.
Mezi kybernetiky 2 řádu patří
- Humberto Maturana
- Gordon Pask
- Ranulph Glanville